# جهاد أحمد مصطفى دياب
جهاد أحمد مصطفى دياب المعروف أيضا باسم أبو وائل دياب، ولد في لبنان ويحمل الجنسية السورية، اعتقل خارج نطاق القانون من قِبل الولايات المتحدة في معتقل غوانتانامو في كوبا، وتم إطلاق سراحه ونقله إلى أوروغواي.رقم الاعتقال التسلسلي الخاص به كان 722، كان دياب واحدا من أطول المضربين عن الطعام مدةً في غوانتانامو. وكانت هناك مخاوف من موته داخل السجن عندما انخفض وزنه إلى مستوي منخفض بشكل خطير.
مُنِحَ اللجوء إلى أوروغواي في 7 ديسمبر 2014، وتم إطلاق سراحه، في 18 يونيو 2016، قالت التقارير أنه غير موجود في أوروغواي، وأنه من المحتمل أن يكن قد سافر إلى البرازيل، على الرغم من عدم وجود وثائق السفر.
وفي 27 يونيو 2016 ذهب إلى سفارة أوروغواي في كراكاس بفنزويلا، وطلب من حكومة أوروغواي مساعدته على الذهاب إلى تركيا مع عائلته وصرح أنه لا يريد العودة إلى أوروغواي.
في 9 سبتمبر 2016، أضرب دياب عن الطعام  في شقته في مونتيفيديو في أوروغواي، وكانت حالته الصحية متدهورة، وأعلنت السلطات الرسمية في أوروغواي أنها تحاول العثور على «بلد آخر لنقل دياب إليه».
وفي 14 سبتمبر 2016، ذكر الطبيب أن أبا وائل دياب فقد الوعي ودخل في غيبوبة بسبب الجوع لفترات طويلة، وتم إعطائه العلاج الطبي، وخرج من الغيبوبة، ثم واصل إضرابه عن الطعام.

## زوجته
قام جهاز أمن الدولة السوري بإلقاء القبض على زوجته يسرى الحسين في يوليو 2008. وقالت منظمة العفو الدولية أنه تم الإفراج عنها في 22 يوليو 2009. وأن سبب اعتقالها أنها حاولت الاتصال بجماعات حقوق الإنسان من أجل المساعدة في الضغط للإفراج عن زوجها المعتقل في غوانتانامو جهاد دياب.

## وصلات خارجية
- من هم السجناء المتبقين في غوانتانامو، الجزء السابع: اُعتقل في باكستان (3 من 3) أندي ورثينجتون، 13 أكتوبر 2010.